# Jean-Joseph Lucas de Bourgerel
Jean-Joseph Lucas de Bourgerel (20 novembre 1732, Béganne - 6 juin 1806, Vannes), est un avocat, député aux États généraux de 1789.

## Biographie
Fils de Joseph Pierre Lucas de la Championnais et de Vincente-Renée Michelot, il est reçu avocat au parlement, et exerce d'abord à la Roche-Bernard, puis à Vannes, où il se fait une place importante au barreau.
Il est sénéchal de Rochefort, député aux États de Bretagne en 1772, avocat et procureur de la communauté en 1778, procureur-fiscal du comté de Largouët, lieutenant de la maîtrise de l'amirauté, sénéchal de l'île d'Arz, et doyen des avocats du barreau de Vannes, dont ses deux fils font également partie. 
Partisan des réformes, défenseur des intérêts du tiers aux États de Bretagne en décembre 1788 et en février 1789, il est, en avril, un des rédacteurs du cahier des plaintes et doléances du tiers-état de la sénéchaussée de Vannes, et est élu, le 18 avril, député du tiers de cette sénéchaussée aux États généraux de 1789. 
Il prend place dans la majorité réformiste avec laquelle il vote silencieusement, et entretient avec ses électeurs une correspondance suivie ; on y voit qu'il prend une grande part à l'élection de l'évêque constitutionnel du Morbihan (février 1791). 
Après la session, il est élu juge au tribunal de district de Rochefort-en-Terre, puis (29 décembre 1791) juge pour un semestre au tribunal criminel de Vannes. 
En juillet 1793, il se laisse nommer membre, puis président du comité révolutionnaire, dans l'espoir de rendre quelques services aux détenus. En cette qualité, Lucas de Bourgerel rend en effet plusieurs arrêts d'élargissement. 
En l'an VII, il préside l'administration municipale de Vannes. Le gouvernement consulaire l'appelle, 21 germinal an VIII, aux fonctions de conseiller de préfecture du Morbihan, puis, le 12 floréal an VIII, à celles de juge suppléant au tribunal civil de Vannes.
Marié à Jeanne Marie Chaignart de La Gaudinaye, il est le père de Joseph-Marie-Prudent Lucas de Bourgerel et le beau-père de Jean-Julien Le Mauff.

## Sources
- « Jean-Joseph Lucas de Bourgerel », dans Adolphe Robert et Gaston Cougny, Dictionnaire des parlementaires français, Edgar Bourloton, 1889-1891 [détail de l’édition]